# Ahmesz-Henutemipet

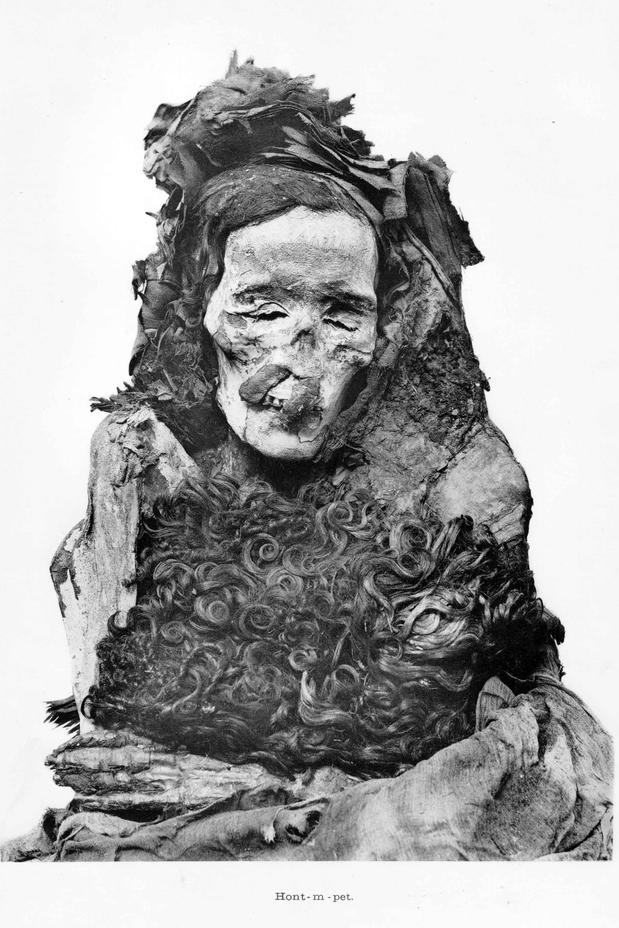
Ahmesz-Henutemipet múmiája

Ahmesz-Henutemipet az ókori egyiptomi XVII. dinasztia hercegnője, Szekenenré Ta-aa és feltehetőleg Ahhotep leánya, I. Jahmesz testvére. Címei: „a király leánya”, „a király testvére”.
Múmiáját 1881-ben a DB320-as sírban találták meg, ahová több királyi múmiát is költöztettek később a sírrablók elől. Valószínűleg I. Sesonk 11. éve után került a DB320-as sírba, egy XVIII. dinasztia korabeli koporsóban, melynek eredeti tulajdonosa ismeretlen.
A múmia ma a kairói Egyiptomi Múzeumban található (CG 61062). Vizsgálatát G. E. Smith végezte el 1909 júniusában. Henutemipet idős asszonyként hunyt el, mint azt ősz haja és kopott fogai mutatják; múmiája később károsodást szenvedett, feltehetőleg ókori vagy modern kori sírrablók kezétől, akik mindkét karját letörték és a mellkasát is betörték. Arca a balzsamozás során szenvedett sérüléseket. Bőre sárgás színét talán okker okozza (később szokás volt sárga okkerrel festeni a női múmiák arcát). A múmián két parókát találtak, az egyiket a mellkasára helyezve.